# Clara Wagner
Clara Wagner (nom d'épouse Folingsby), est une peintre allemande du XIXe siècle.

## Biographie
Elle est l'épouse du portraitiste George Folingsby. Elle expose ses œuvres à Vienne en 1868, à Munich en 1869 et à Breslau (aujourd'hui Wrocław en Pologne) en 1873.
Les dates de vie et le parcours de Clara Wagner sont obscurs. Elle était probablement étudiante à l'Académie des beaux-arts de Munich, où elle a probablement aussi rencontré son futur mari. À la fin des années 1860, elle épouse le peintre irlandais George Folingsby (1828-1891), qui avait étudié avec Karl von Piloty (1826-1886). Leur fille Eleanor Clara est née en 1869 ; Clara Folingsby est décédée vers 1873.
Elle était une artiste reconnue, décrite dans un hommage de la presse de 1871 comme « l'une des plus pénétrantes et des plus brillantes de nos peintres munichois ».
À l'origine, environ 125 études de Clara Folingsby ont été acquises pour la National Gallery of Victoria (NGV), comme l'indique le rapport annuel de la NGV pour 1891 (sans plus de précisions), ce qui correspond globalement à la liste non publiée des acquisitions de la galerie avant 1905. Ces études proviennent apparemment de la succession de son mari, avec une série d'esquisses et d'études réalisées par George Folingsby lui-même. Par la suite, nombre de ces œuvres ont été prêtées à différentes écoles de Melbourne et à des galeries régionales, et seules environ 70 d'entre elles semblent encore se trouver à la NGV, principalement des paysages de Bavière, d'Irlande, etc., le plus souvent montés sur papier et carton.